# Villar-Loubière
 Villar-Loubière  es una población y comuna francesa, en la región de Provenza-Alpes-Costa Azul, departamento de Altos Alpes, en el distrito de Gap y cantón de Saint-Firmin.

## Demografía
| 90 | 95 | 78 | 74 | 59 | 62 |
| Para los censos de 1962 a 1999 la población legal corresponde a la población sin duplicidades (Fuente: INSEE [Consultar]) |    |    |    |    |    |